# Ratko Čolić
Pour les articles homonymes, voir Ratko.
Ratko Čolić (serbe : Ратко Чолић) (né le 17 mars 1918 à Ub dans le royaume de Serbie et mort le 30 octobre 1999 à Belgrade) était un joueur de football yougoslave (serbe).